# Орельяна, Франсиско де
Франси́ско де Орелья́на (исп. Francisco de Orellana, 1505 или 1511, Трухильо — 1546) — испанский путешественник и конкистадор (аделантадо), первооткрыватель Амазонки, первым из европейцев проплывший по всей её длине.

## Биография
Франсиско де Орельяна происходил из рода обнищавших испанских дворян. Точная дата рождения неизвестна, так как в книгах о крещении в городе Трухильо не было обнаружено сведений о нём. В пятнадцатилетнем возрасте он отправился в Новый Свет. Франсиско Орельяна был участником испанского завоевания Перу вместе с Франсиско Писарро (они приходились друг другу дальними родственниками). На территории Перу он принимал участие во всех значительных походах и сражениях. В 1534 году он участвовал в захвате города Куско, а на следующий — в захвате городов Трухильо и Кито. В 1536 году он возглавил отряд из 80 человек и подавил восстание индейцев возле Куско.
В 1541 году, узнав, что Гонсало Писарро готовит экспедицию в поисках Эльдорадо, Орельяна, 30 лет от роду, решил присоединиться к нему. Он собрал отряд из 320 испанцев и четырёх тысяч индейцев-носильщиков и вышел из Куско в Кито. В Кордильерах были сильные снегопады и такие сильные морозы, что многие индейцы замёрзли насмерть. В декабре 1541 года, перейдя через Восточные Кордильеры, Орельяна вышел к реке Напо, став её первооткрывателем. В середине декабря 1541 года Орельяна вышел к лагерю Писарро. Там было решено построить небольшую бригантину «Сан-Педро» и спуститься вниз по течению, так как продолжать путешествие по заболоченным джунглям было невозможно. Местные индейцы сообщали, что в нескольких днях пути есть места, где много золота и продовольствия. После постройки корабля Писарро приказал Орельяне отправиться за продовольствием и золотом. На судне и сопровождавших его четырёх каноэ вместе с ним отправились 57 испанцев. Проплыв по реке несколько дней, Орельяна не обнаружил никаких поселений и, соответственно, ничего из того, что он искал. Тогда он принял решение продолжить путешествие по реке, бросив Писарро на произвол судьбы.
12 февраля 1542 года Орельяна выплыл к месту соединения трёх рек, самой широкой из которых была река, впоследствии названная им Амазонкой. В месте слияния рек ширина была такова, что не были видны берега, кроме того течение было бурным, река изобиловала водоворотами. Было решено построить более крепкое и крупное судно. За два месяца была построена большая бригантина «Виктория», на которой и была продолжена экспедиция.
24 июня 1542 года на одной из стоянок отряд Орельяна подвергся нападению местных индейцев. По свидетельству монаха Карвахаля, участвовавшего в экспедиции:

Битва, здесь происшедшая, была не на жизнь, а на смерть, ибо индейцы перемешались с испанцами и оборонялись на диво мужественно… Мы увидели воочию, что в бою они сражаются впереди всех и являются для оных чем-то вроде предводителей… Сии жены весьма высокого роста и белокожи, волосы у них очень длинные, заплетены и обернуты вокруг головы. Они очень сильны, а ходят почти нагие — только прикрывают стыд. В руках у них лук и стрелы, и в бою они не уступают доброму десятку индейцев, и многие из них — я видел это воочию — выпустили по одной из наших бригантин целую охапку стрел…
Местные индейцы рассказали, что эти женщины живут в нескольких днях пути от реки в каменных домах, много драгоценностей и, в частности, женские статуи из серебра и золота. Позднее ни один из исследователей Амазонки не нашёл и следа этих женщин-амазонок. Возникли версии, что это были местные индианки, сражавшиеся вместе с мужьями или это были длинноволосые мужчины в боевой белой раскраске.
По мере приближения к устью реки, которую назвали Амазонкой, стало ощущаться влияние океанских приливов. Это выражалось в столкновении приливной волны со стремительным течением Амазонки. На реке возникала волна высотой 5—6 метров. Местные индейцы называли её поророка.
26 августа 1542 года корабли выплыли в устье этой реки. За три недели суда были подготовлены к морскому плаванию, сшиты паруса, далее они отправились на северо-запад вдоль побережья Южной Америки. После непродолжительного плавания корабли достигли острова Кубагуа.
Таким образом, Франсиско де Орельяна стал первым европейцем, пересёкшим Южную Америку в самом широком месте, и первооткрывателем самой полноводной реки мира. В обратном направлении по всей длине Амазонки первым проплывёт португалец Педру Тейшейра. Это произойдёт через сто лет после экспедиции Орельяны.
После возвращения в Испанию Орельяна начал подготовку новой экспедиции на Амазонку. Из-за нехватки средств экспедиция была оснащена плохо, не хватало продовольствия, оружия и людей. В 1546 году Орельяна предпринял плавание через Атлантику на трёх кораблях. Во время шторма один из них затонул.
После достижения устья Амазонки экспедиция начала подъём вверх по течению. Члены экспедиции страдали от тропических болезней, нехватки продовольствия, подвергались постоянным нападениям индейцев. В ноябре 1546 года от болезни скончался и сам Франсиско де Орельяна.

Маршрут экспедиции Орельяны (1541—1542) (интерактивная карта)

## Память
- В честь Франсиско де Орельяны названа провинция на востоке Эквадора.

## В искусстве
- В фильме Стивена Спилберга «Индиана Джонс и Королевство хрустального черепа» Индиана Джонс находит мумию Орельяны.
- Франсиско де Орельяна упоминается в песне Олега Медведева «Эльдорадо»[6]: Капитан наш знаменитый, дон Франсиско Орельяно
Поведёт нас к золотому королю[7][8]...
- В книге Эдуарда Кондратова «По багровой тропе в Эльдорадо» (Куйбышевское книжное издательство, 1965). Рассказ ведётся от лица участника экспедиции, молодого испанского дворянина Бласа де Медина, с детства мечтающего стать героем-конкистадором и идти по стопам великих героев Франсиско Писарро, Эрнана Кортеса и др. Во время путешествия молодой человек понял, что в конкистадорах есть только алчность, жестокость и жажда наживы. Это открыло глаза молодого дворянина на происходящее, в результате он покидает отряд Орельяны… События в книге — подлинные факты, имена героев не вымышлены — это подлинные имена участников тех событий.